# 9 de Downing Street
El número 9 de Downing Street es uno de los edificios situados en Downing Street, en la Ciudad de Westminster de Londres (Inglaterra). Desde 2001 se utiliza como dirección independiente de la más conocida, el número 10 de Downing Street, para diversas funciones gubernamentales.

## Historia
Anteriormente, el edificio formaba parte del más famoso 10 de Downing Street, que es la residencia oficial del primer lord del Tesoro desde 1732, que suele ser el primer ministro del Reino Unido. Numerosas remodelaciones internas a lo largo de los años han modificado el interior del 10 de Downing Street, el 11 de Downing Street y el 12 de Downing Street hasta el punto de que todos forman parte de un único complejo. En 2001, en el marco de una reorganización, se creó la dirección número 9.
El Comité Judicial del Consejo Privado tuvo su sede en esta ubicación hasta agosto de 2009, cuando se trasladó al Middlesex Guildhall con el Tribunal Supremo del Reino Unido. Posteriormente albergó las oficinas del Jefe Whip, aunque su dirección oficial siguió siendo el número 12. Desde 2016 hasta 2020, el edificio se utilizó para albergar el Ministerio para la Salida de la Unión Europea.
En enero de 2020, el Gobierno comenzó a celebrar reuniones informativas de los grupos de presión en el número 9 de Downing Street, en lugar de la ubicación tradicional en la Cámara de los Comunes, una medida que fue criticada por los periodistas.
 Ese año, el edificio comenzó a ser reformado con 2,6 millones de libras para preparar la celebración de ruedas de prensa televisadas.
La sala de prensa de Downing Street se encuentra en el número 9, y las primeras ruedas de prensa fueron celebradas por Boris Johnson en marzo de 2021.